# Улица Воздвиженка
Улица Воздви́женка (в 1935—1946 годах — у́лица Коминте́рна; в 1946—1962 годах — у́лица Кали́нина; с 1963 до начала 1990-х годов — часть проспе́кта Кали́нина) — улица в районе Арбат Центрального административного округа Москвы. Проходит от Манежной улицы до площади Арбатские Ворота, расположена параллельно Знаменке и Большой Никитской улице. Нумерация домов ведётся от Манежной улицы. В чётную сторону улицы упираются Романов, Большой Кисловский и Нижний Кисловский переулки, в нечётную — Староваганьковский и Крестовоздвиженский переулки.

## История

### До XVIII века
В XIII—XIV веках на месте современной Воздвиженки проходила «волоцкая дорога» — торговый путь из Великого Новгорода через Волоколамск в Москву. Предположительно, в 1367 году на дороге был выстроен каменный мост через реку Неглинную.
В документах XV—XVI веков улица фигурировала под названием «Орбат» или «Арбатская улица». По распространённой версии, это слово означало «предместье возле города»: городской чертой в то время считалась территория Кремля. В это же время были основаны монастырь Воздвижения Честного Животворящего Креста Господня и одноимённый храм. О последнем впервые упоминается в описании московского пожара 1547 года в Никоновской летописи: «…загореся храм Воздвижение честнаго Креста за Неглимною на Арбатской улице на Острове».
В середине XVI века близ Крестовоздвиженского монастыря располагались дворы московских князей, приближённых к государю Юрия Ивановича Кашина, Михаила Темрюковича Черкасского, Фёдора Ивановича Пожарского (деда князя Дмитрия Пожарского). Улица была важной торговой магистралью, соединяющей Москву со Смоленском, тогда как дорога из Великого Новгорода в то время уже шла через территорию современной Тверской улицы.
C середины 1560-х годов территория близ Крестовоздвиженского монастыря оказалась в опричной части Москвы. В документах этого времени уже фигуровало название «Воздвиженская улица». В 1565-м Иван Грозный переехал «жити за Неглину на Воздвиженскую улицу на князь Михайловский двор Темрюковича». На месте княжеского имения был устроен Опричный двор, сгоревший при набеге крымских татар в 1571 году. Три года спустя он был восстановлен, но просуществовал недолго.
В 1658 году, в эпоху правления Алексея Михайловича, улица получила название Смоленской в честь проходившего мимо торгового пути на Смоленск. Её ширина составляла от 4 до 5,6 саженей. Из-за близости к Кремлю она сохраняла свою элитную роль. В это время на ней стояли дворы московской знати, приближённой к царской семье: бояр Василия Стрешнева, Бориса Морозова, Ивана Милославского, Кирилла Нарышкина, думного дворянина Афанасия Матюшкина, окольничего Бориса Пушкина, князя Семёна Урусова. В 1676 году бывший двор Милославского стал «Аптекарским двором»: на нём готовили лекарства и запасы еды для царского двора, а также бесплатно кормили «детей боярских государственных певчих и новгородцев — неимущих робят». Трапезная палата Аптекарского двора (Староваганьковский переулок, дом 25) сохранилась до наших дней.

### XVIII—XIX век
В XVIII веке, после переноса в 1713 году столицы в Санкт-Петербург и спада торговли со Смоленском улица стала менее оживлённой, но оставалась местом резиденций московской знати. Главным объектом на ней стал Крестовоздвиженский монастырь, тогда же за улицей окончательно закрепилось название Воздвиженка — по монастырю.
Во второй половине XVIII столетия Воздвиженка изменила свой облик. В 1781 году была разобрана старинная церковь Димитрия Солунского, стоявшая на месте ворот дома № 6 и известная с первой половины XVI века. Сохранилось два здания екатерининской эпохи — дом генерал-поручика Петра Талызина (№ 5) и дом графа Николая Шереметева (№ 8).
Во время наполеоновского пожара 1812 года Воздвиженка сильно пострадала, многие постройки сгорели. В 1814-м был упразднён Крестовоздвиженский монастырь. Сохранилась лишь одноимённая приходская церковь. После окончания Отечественной войны улицу расширили до 10 саженей, тогда же были построены каменные здания, из которых сохранились дома № 1, 7, 9, 12, 18, 20 и Манеж. Согласно распространённой версии, дом № 5 был прототипом дома Пьера Безухова в «Войне и мире» Льва Толстого, а № 9 — дома Болконских (в действительности он принадлежал деду писателя, князю Николаю Волконскому).
Во второй половине XIX века Воздвиженка была освещена газовыми фонарями и замощена брусчаткой, по улице пустили конку, а затем — трамвай. Большая часть зданий перешла во владение купцов и государственных учреждений.
В конце XIX века на улице возводились дома в стиле модерн: усадьба предпринимательницы Варвары Морозовой (№ 14) и особняк её сына, купца и мецената Арсения Морозова (№ 16), выполненный в «мавританском» стиле.

### XX век
В 1913 году на Воздвиженке построили Дом экономического общества офицеров. Проект архитектора Сергея Залесского был удостоен премии Московской городской думы.
После Октябрьской революции внешний облик улицы сильно изменился: был убран трамвай, газовые фонари сменились на электрические, брусчатка — на асфальт. Поэт Юрий Ефремов в 1931 году написал по этому поводу стихотворение:
Кончается владычество

Бездарного булыжника!

Скользим мы, словно лыжники,

По сглаженности снежной,

И право, легче дышится,

Когда так плавно движемся

По шёлковой Воздвиженке,

По замшевой Манежной.

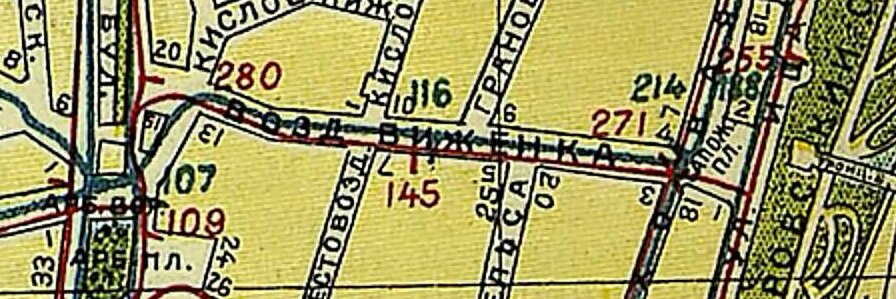
Воздвиженка, Арбатская и Сапожковская площади на карте 1929 года

В 1929 году архитектор Николай Гофман-Пылаев надстроил одноэтажное здание дома № 6 в стиле конструктивизма. В нём разместилась Кремлёвская больница.
В 1930 году открылось здание Государственной библиотеки СССР имени Ленина, спроектированное архитекторами Владимиром Гельфрейхом и Владимиром Щуко. В 1934 году была снесена Крестовоздвиженская церковь. В 1935 улицу переименовали в улицу Коминтерна. 15 мая того же года открылись станции метрополитена «Библиотека имени Ленина» и «Улица Коминтерна» (в настоящий момент — «Александровский сад»).
Во время битвы за Москву был разрушен бомбами дом № 13, в 1944 году на его месте разбили сквер. В 1946-м улица стала называться в честь революционера Михаила Калинина, а в 1963 году её объединили в проспект Калинина с улицей Новый Арбат. В 1978-м возле дома № 14 был установлен памятник Калинину, простоявший до 1991 года, а затем перенесённый в парк искусств «Музеон».
В 1984 году снесли дом № 11/14 — бывший дом Сергея Рахманинова, также известный как дом «Америка», его место было отведено для строительства здания Министерства обороны СССР. Снос исторического особняка вызвал неоднозначную реакцию общественности, писатель Юрий Нагибин назвал это преступлением.
В 1990-е годы улице вернули название Воздвиженка. В 1992-м в здании Военторга обрушилась мраморная плита на уровне четвёртого этажа, были жертвы и пострадавшие. В 1994 году магазин был закрыт за нерентабельностью и передан в собственность Москвы.

### Современность
В 2002 году правительство Москвы постановило снести Военторг и построить на его месте офисный центр. Городская архитектурная комиссия дала отрицательное заключение на это решение. В защиту памятника архитектуры выступили градозащитники, а также министр культуры России Михаил Швыдкой, направивший телеграмму мэру Москвы Юрию Лужкову:
Принятое правительством Москвы решение о сносе здания «Военторга» на Воздвиженке не может быть расценено иначе, как акт государственного вандализма в отношении исторического наследия нашего города.
Однако универмаг был снесён осенью 2003 года, а через пять лет на его месте построили торгово-офисный комплекс «Воздвиженка Центр». Несмотря на имитацию архитектурных элементов старого здания, новый бизнес-центр вызвал негативную реакцию со стороны архитекторов. На 2018-й главным арендатором выступает Внешэкономбанк, который планирует реконструкцию здания под свои нужды.

## Сапожковская площадь

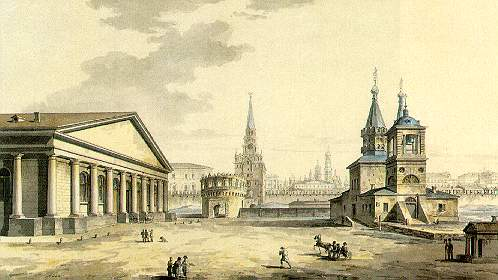
Сапожковская площадь: Манеж, Кутафья башня и церковь Николая Чудотворца в 1810-е годы

Начало улицы — площадь, ограниченная домом № 1, Кутафьей башней Кремля, Манежем и Моховой улицей — известно как Сапожковская или Сапожковая площадь. Название связано с Церковью Николая Чудотворца в Сапожке, стоявшей на площади до 1838 года и с находившимся там в XVII веке кабаком «Сапожок». Площадь также имела названия Троицкий проезд — по Троицким воротам Кремля, Борисоглебская площадь — по Борисоглебским воротам Кутафьей башни и Манежная площадь (современная Манежная площадь выходит на противоположный фасад Манежа). Официально название «Сапожковская площадь» использовалось с 1922 года, а в 1946 году площадь вошла в состав улицы Калинина.

## Примечательные здания
По нечётной стороне:

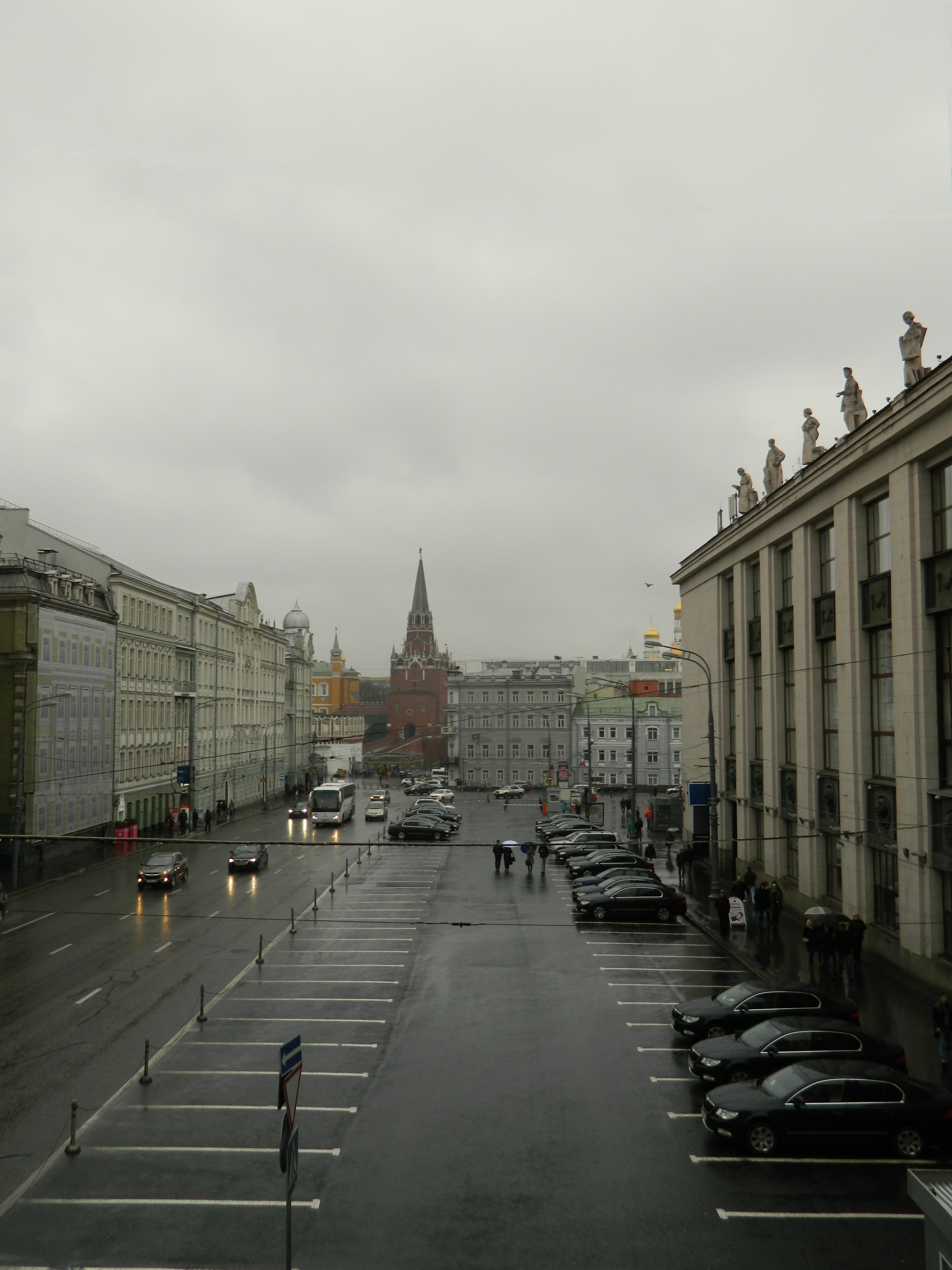
Улица Воздвиженка.
Вид в сторону Кремля, справа — здание Российской государственной библиотеки, 2013 год

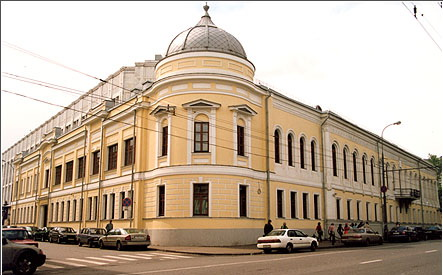
Дом генерала Василия Грушецкого, 2010 год

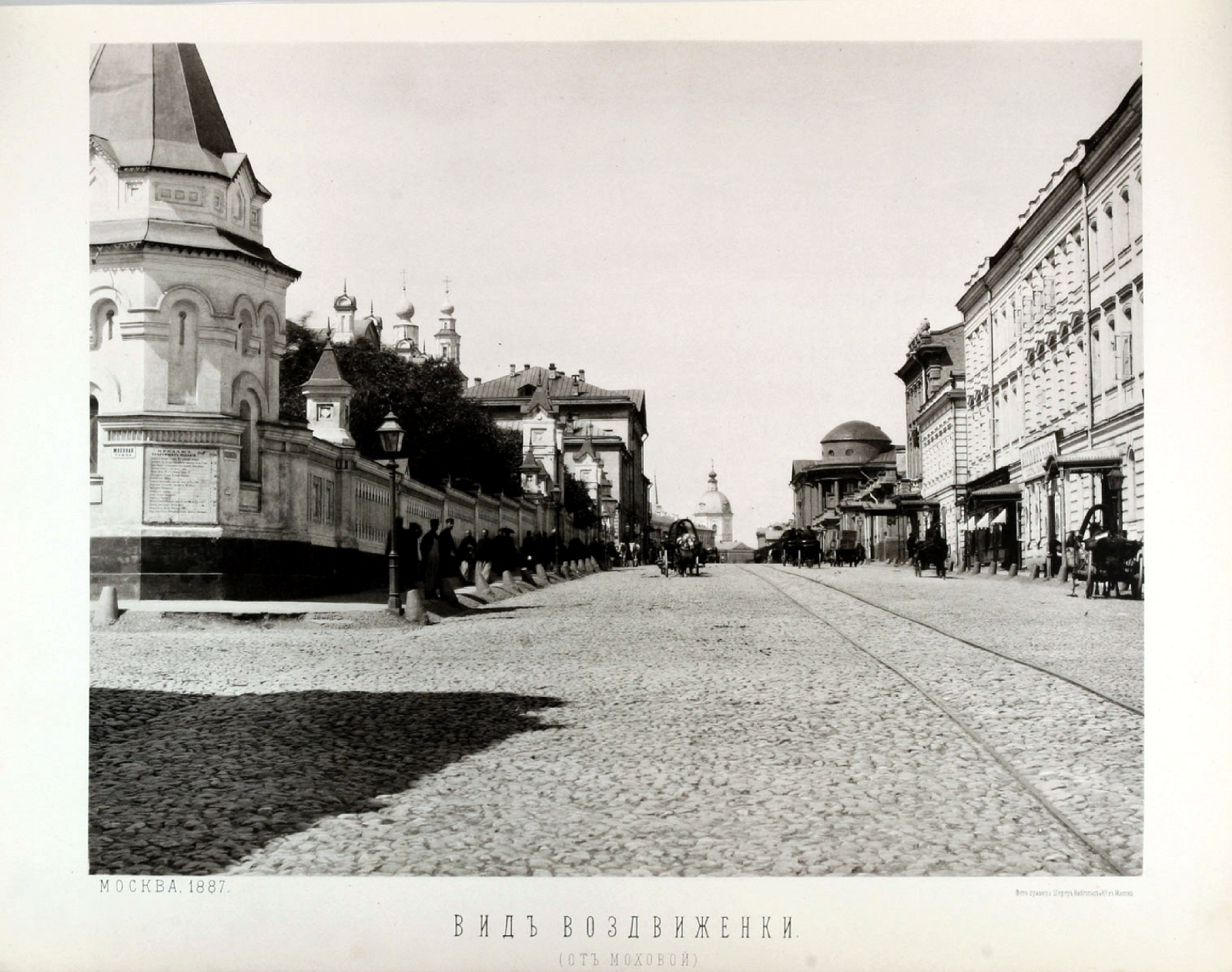
Вид Воздвиженки от Моховой, 1887 год

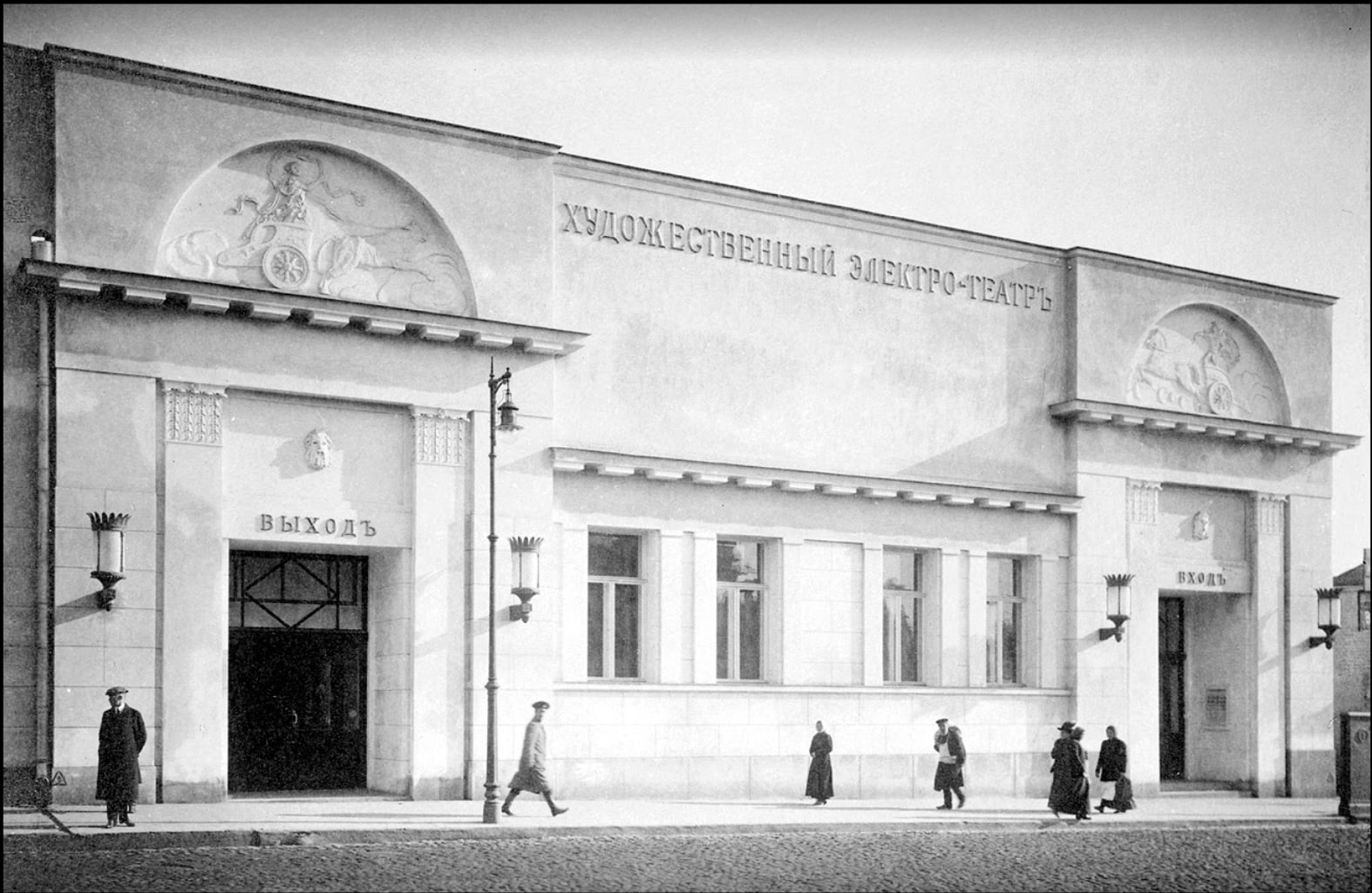
«Художественный» на Арбатской площади, 14, 1912 год

- № 1 (Моховая, 16; Манежная, 13) — дом с мезонином и скруглёнными углами коммерции советника купца 1-й гильдии Александра Торлецкого. Возведён после пожара 1812 года, в 1912 году, будучи доходным домом князя Григория Гагарина, надстроен с двух до четырёх этажей по проекту архитектора Александра Андреевского. В доме неоднократно бывал Пётр Чайковский, в начале 1870-х в нём жила актриса Гликерия Федотова. В 1924—1941 годах в здании располагался Исполнительный комитет III Интернационала (Коминтерна)[11], дом в то время носил адрес Сапожковская площадь, 1[27].
- № 3 — здание Российской государственной библиотеки архитекторов Владимира Гельфрейха и Владимира Щуко. Для декора здания использовались элементы разрушенного храма Христа Спасителя и бронза колоколов разрушенных московских церквей. Над скульптурами и барельефами работали Вера Мухина, Матвей Манизер, Всеволод Лишев и другие скульпторы. Библиотека построена на участке, где изначально стоял дом Михаила Темрюковича Черкасского, затем — Опричный двор, резиденция Ивана Грозного, после его сноса — владения Нарышкиных. В 1874 году на этом месте были построены двухэтажные здания Московского главного архива в русском стиле. Автором их проекта стал архитектор Карл Реймерс. В доме жил глава архива Фёдор Бюлер[30].
- № 5 — дом Талызина, построенный в 1787 году по проекту архитектора Матвея Казакова для генерал-поручика Петра Талызина, героя русско-турецкой войны 1768—1774 годов. Надстроен третьим этажом в 1898 году. До начала XVIII века на этом месте находился Новый Аптекарский двор, переведённый на 1-ю Мещанскую улицу после пожара в 1712 году. С 1845 года в доме Талызина располагалась Московская казённая палата, с 1925 — Госплан. До 1945 года здание эксплуатировалось как жилой дом, а затем в нём расположился Научно-исследовательский музей архитектуры имени Щусева[16].
- № 7/6. Строение 1 — жилой дом священнослужителей кремлёвских соборов с кельями Крестовоздвиженского монастыря. Построен во второй половине XVIII века по проекту архитектора Ивана Лизогуба, впоследствии неоднократно надстраивался по проектам архитектора Ивана Кондратенко. Строение 2 — жилой дом прокурора Синодальной конторы, возведённый в 1817 году по проекту архитектора Ивана Лизогуба[31].
- № 9 — дом Волконского (также известен как дом Болконского, дом Грушецкого). Городская усадьба второй половины XVIII века, в 1774 году приобретённая сенатором Василием Грушецким, участником взятия Перекопа. В 1816 году дочь Грушецкого, Прасковья Муравьёва-Апостол, продала дом деду Льва Толстого князю Николаю Сергеевичу Волконскому, который владел им 5 лет. Сам Толстой неоднократно бывал в усадьбе на балах (её владельцем на тот момент, с 1834 года, был Николай Гаврилович Рюмин). На протяжении XIX века дом неоднократно надстраивался: К. В. Терский в 1897 году придал фасаду изящество и элегантность, П. А. Заруцкий в 1907 году «пристроил корпус по Крестовоздвиженскому переулку и увенчал весь ансамбль угловой башенкой»[32]. В 1923—1939 годах в нём располагалось издательство «Крестьянская газета». До 2009-го здание носило статус объекта культурного наследия, но впоследствии лишилось его и в 2013 году было полностью перестроено, несмотря на протесты общественности[33][34][35].
- № 11/14 — административное здание Министерства обороны СССР (1979—1987, архитекторы М. В. Посохин, Ю. В. Попов, Н. Г. Минаев), ныне здание Генерального штаба МО РФ. Построено на месте снесённого в 1984 году дома с меблированными комнатами «Америка», где в 1897 году жил Сергей Рахманинов[36].
- № 13 (не сохранился) — дом Васильчикова. Построен в 1777 году для камер-юнкера Василия Васильчикова, брата Александра Васильчикова, фаворита Екатерины II. Во второй половине XIX века принадлежал баронессе Екатерине Черкасовой. В 1866 году в доме открылась Московская консерватория, впоследствии переехавшая в собственное здание на Большой Никитской улице, здесь же в конце 1880-х годов жил Пётр Чайковский, а в 1894-м состоялось первое публичное выступление Владимира Ульянова (Ленина) в дискуссии с народником Василием Воронцовым. Разрушен бомбой в 1941 году, развалины были разобраны[9][37].

По чётной стороне:
- № 4 — дом 1877—1902 годов постройки (архитектор Василий Шауб). Построен на месте, где в XVI веке находился Опричный двор Ивана Грозного. До революции в здании располагались меблированные комнаты гостиницы «Петергоф», где в 1905-м жил Максим Горький, с 1913 по 1919 год— Леонид Собинов. Во флигеле дома с 1899 до 1920 года размещалась квартира Климента Тимирязева. После 1917-го гостиница была переименована в 4-й Дом Советов, на первом этаже организована приёмная Михаила Калинина. По состоянию на 2018 год в здании находится приёмная Государственной Думы Российской Федерации, функционирует мемориальный музей-квартира Тимирязева[16].
- № 6/2. Строение 1 — дворовый жилой флигель городской усадьбы Кирилла Разумовского — Александра. Шереметева (1883 год, архитектор Василий Белокрыльцев). Строение 2— Кремлёвская поликлиника (1930, архитектор Николай Гофман-Пылаев). Строение 3 (Романов переулок, дом 2/6) — Дом Разумовского (1782—1783 годы), объект культурного наследия федерального значения. В XIX веке в доме находились Московская городская дума и Охотничий клуб. Строение 5 — жилой флигель усадьбы Разумовского (1906, архитектор Карл Альбрехт)[38][16].
- № 8 — дом Разумовского — Шереметева (1790-е годы). До 1917-го в здании находился Русский охотничий клуб, в первые годы советской власти здесь же проводились шахматные соревнования. Впоследствии дом занимала редакция шахматного журнала «64»[39][16].
- № 10 — торгово-офисный комплекс «Воздвиженка Центр» (2008 год, архитектор Владимир Колосницын). Построен на месте снесённого в 2003-м здания Военторга[25]. С 2018 года — штаб-квартира ВЭБ.РФ[40].
- № 12 — городская усадьба Матюшкиных — Азанчевского — Устинова (1843—1849; перестройки в 1871-м, 1960-х годах), ценный градоформирующий объект[38][41].
- № 14 — усадьба Варвары Морозовой (1886—1891, архитекторы Роман Клейн и Виктор Мазырин)[41].
- № 16 — особняк Арсения Морозова (1894—1899, архитектор Виктор Мазырин)[42].
- № 18/9 — усадьба Шаховского — Краузе — Осиповских (1783 год, неоднократно перестраивался на протяжении XIX века архитектором Николаем Козловским), объект культурного наследия регионального значения. В 1793—1842 годах принадлежал князю Александру Шаховскому, с 1842 по 1868 год — врачу Карлу Фридриху Краузе, с 1868 по 1881 год— врачу Дмитрию Осиповскому, до 1900-го — его жене Надежде, до 1917 года — сыну Дмитрию[41][38].

Здания-достопримечательности на Воздвиженке
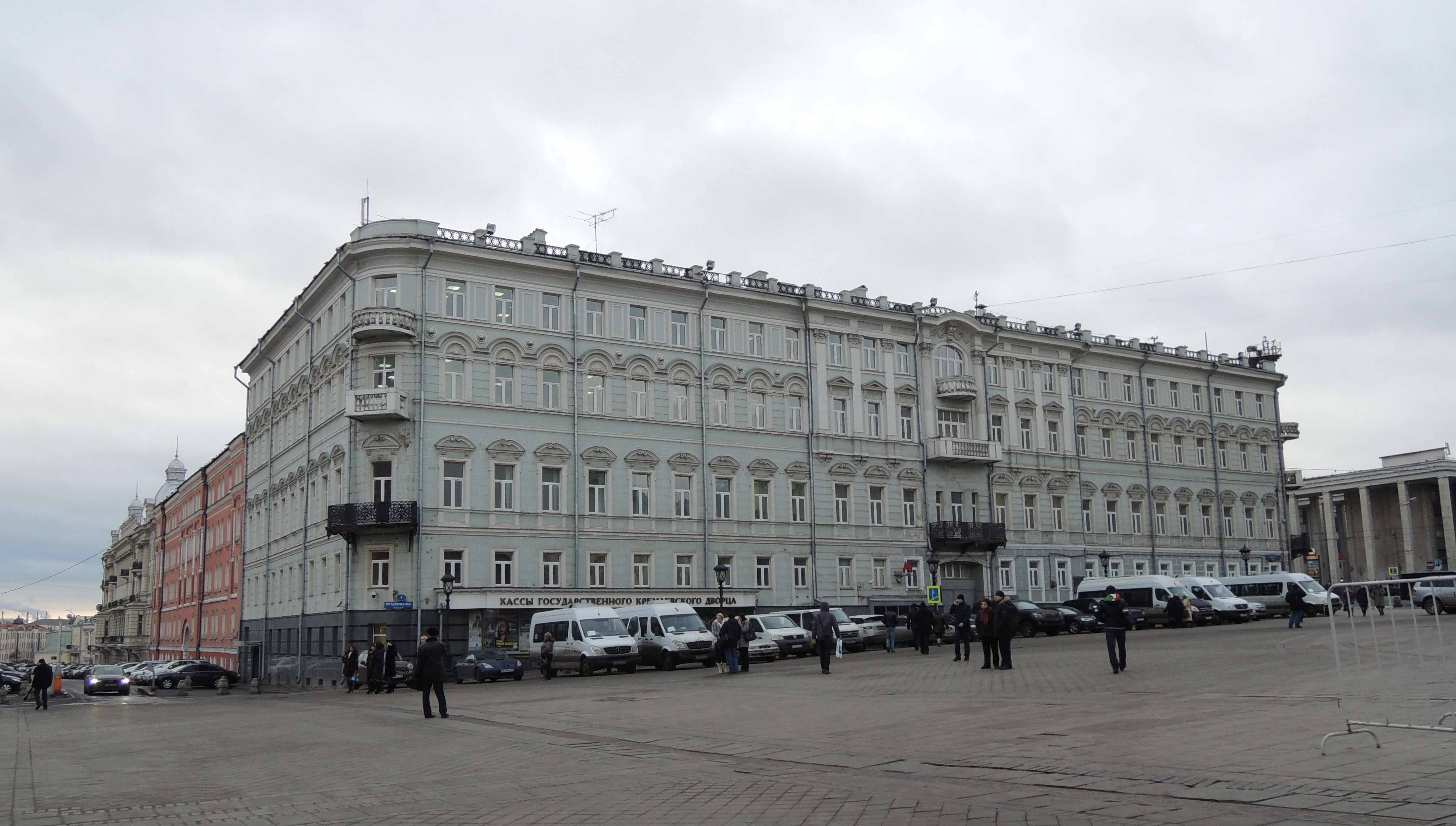
Дом Торлецкого-Гагарина, 2013 год
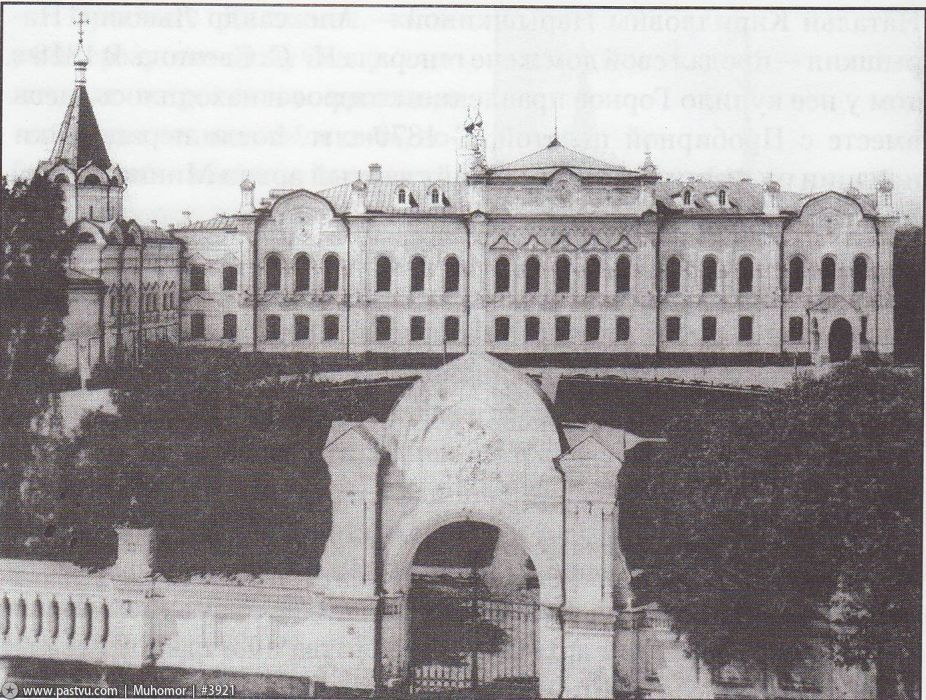
Московский главный архив (ныне здесь здание РГБ), около 1900 года
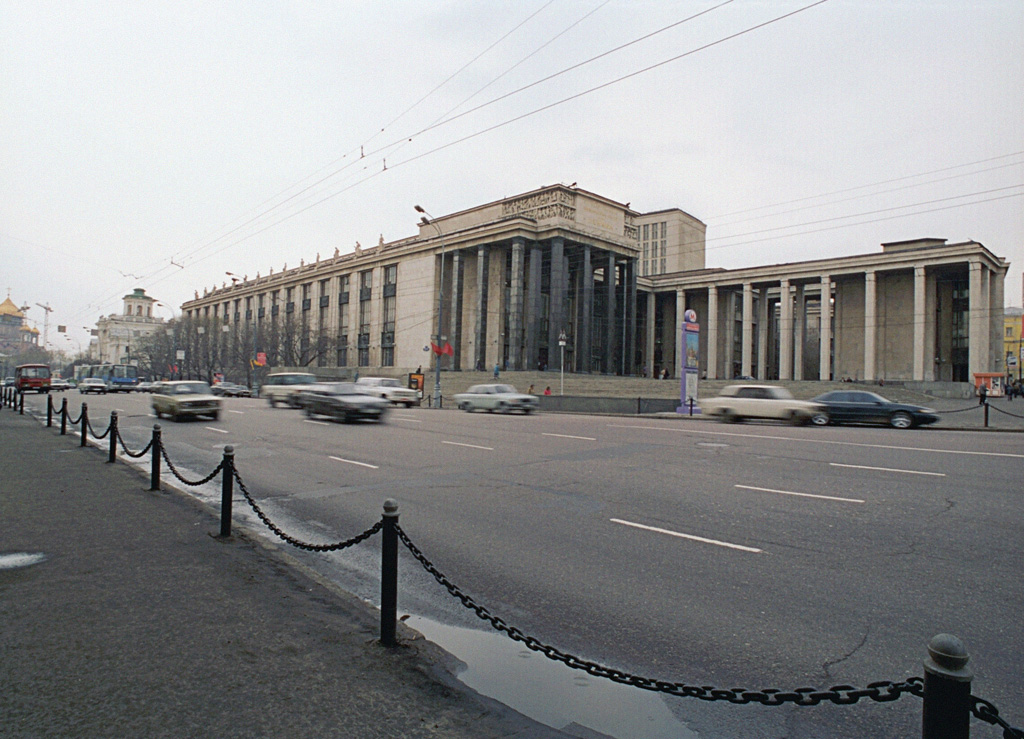
Российская государственная библиотека, 1994-1996 годы
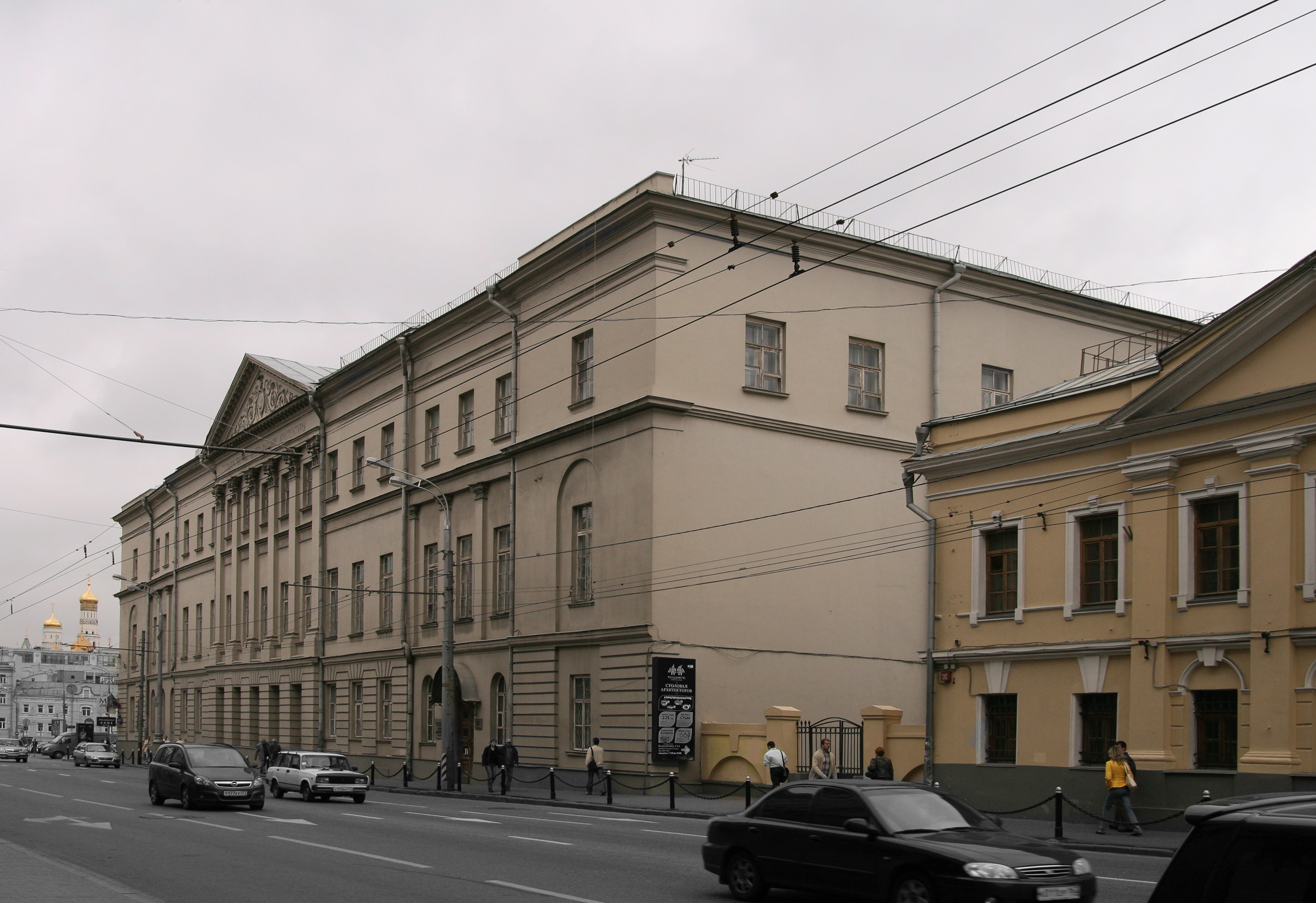
Музей архитектуры, 2009 год
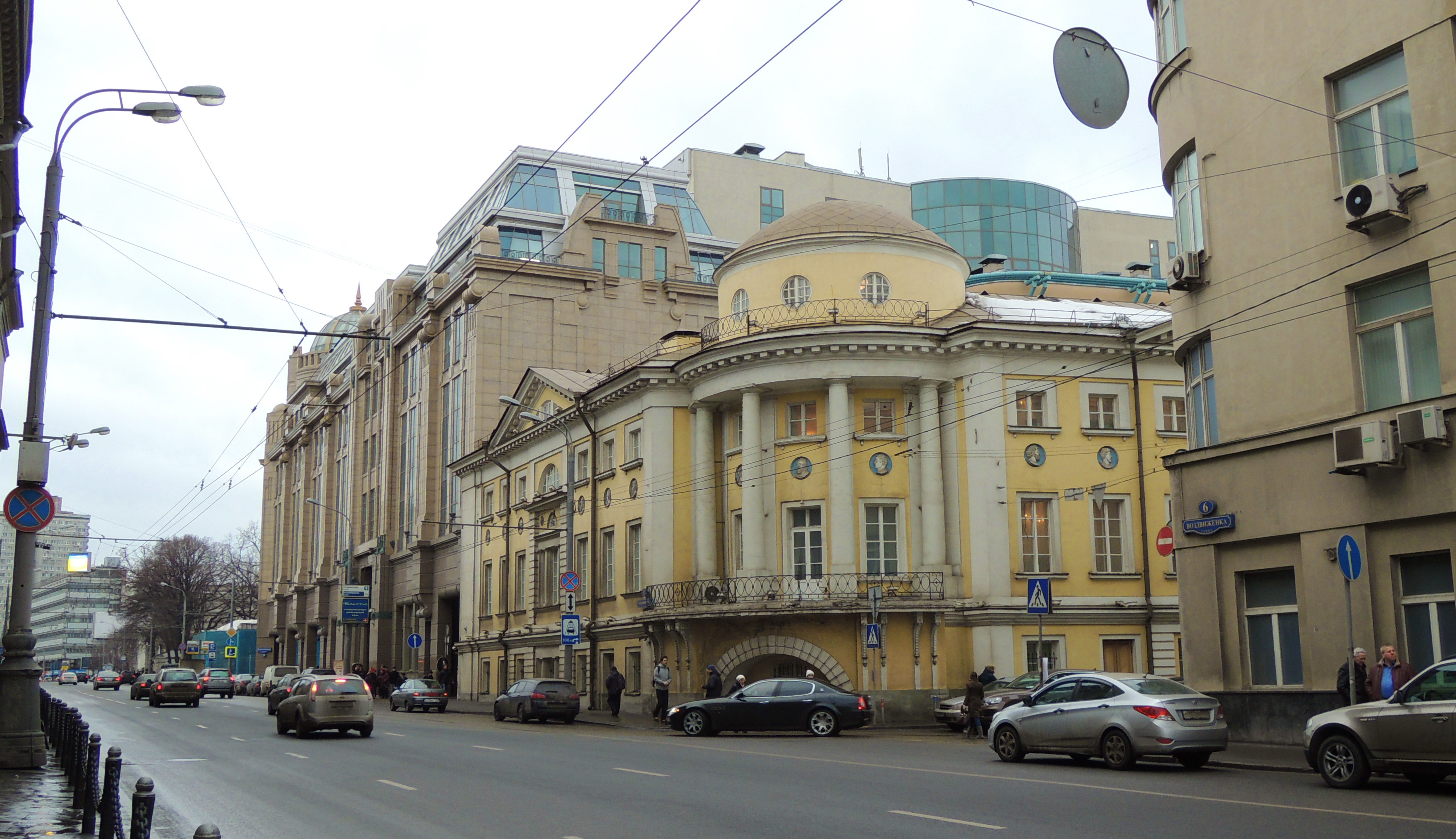
Бывший «Наугольный» дом графа Шереметева, 2013 год
Здание «Военторга», 1916 год
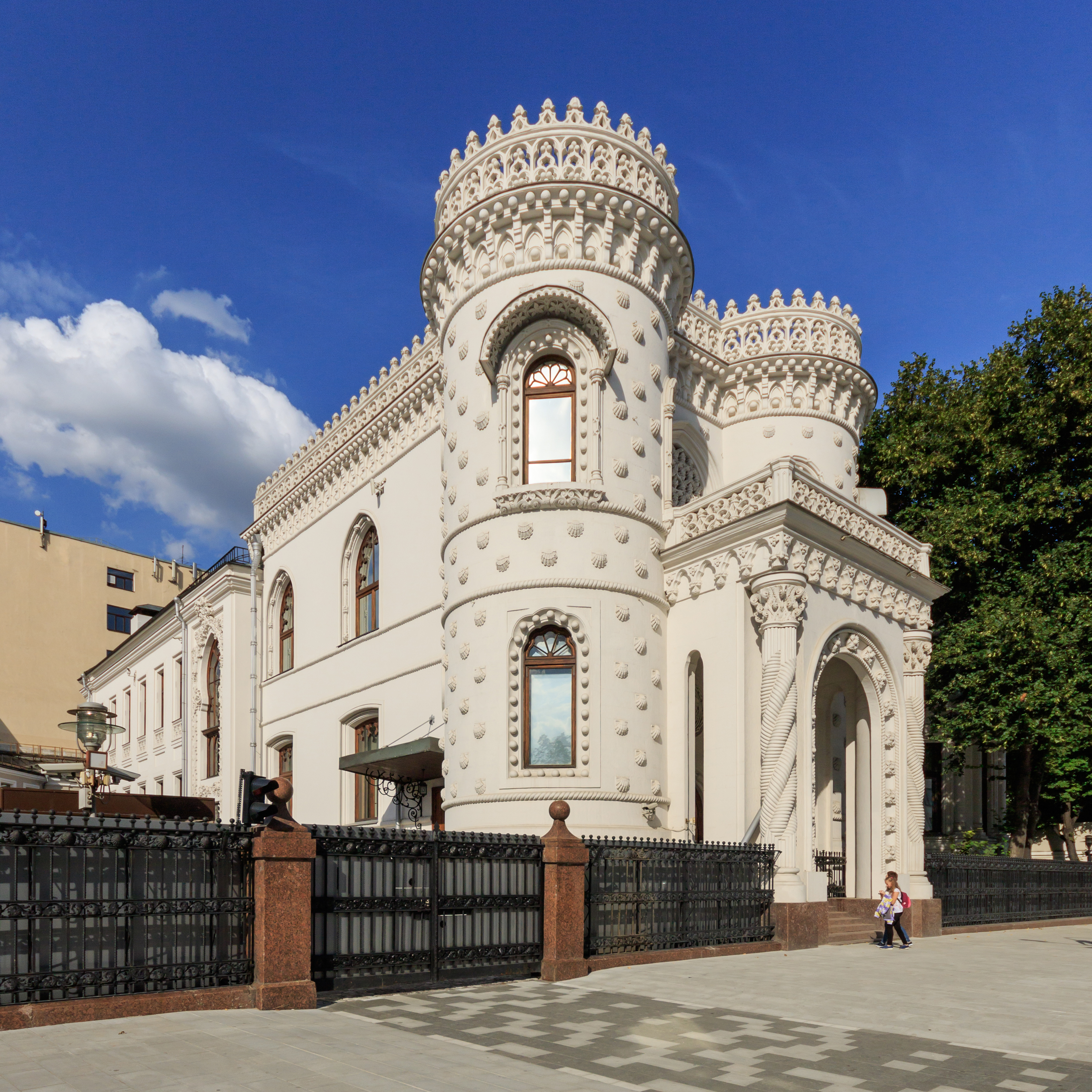
Усадьба Арсения Морозова, 2016 год
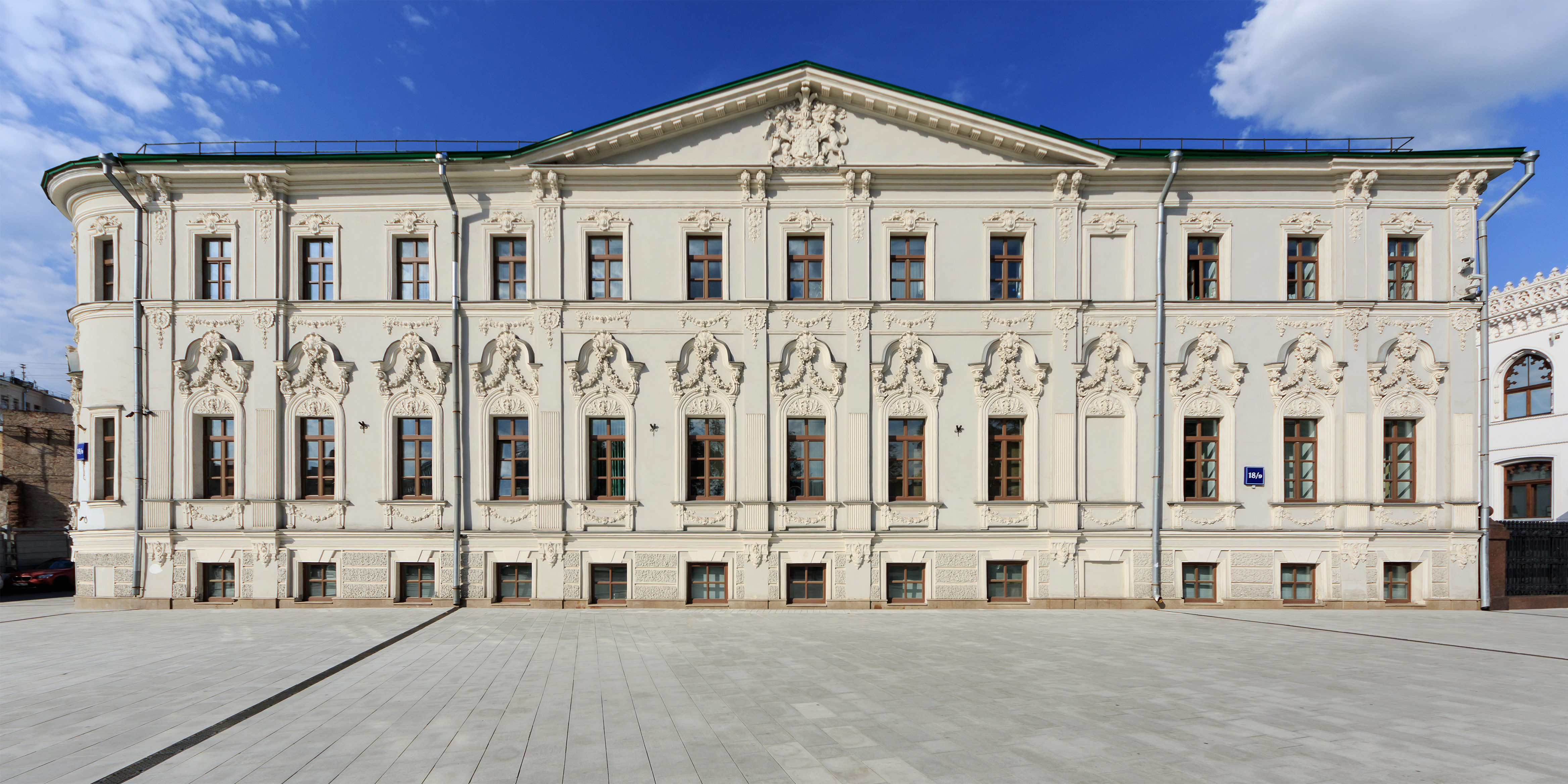
Дом Шаховских, 2016 год

## Транспорт
- Станции метро «Библиотека имени Ленина» и «Александровский сад» — в начале улицы.
- Станции метро «Арбатская» Арбатско-Покровской и Филёвской линий — в конце улицы.
- Станция метро «Боровицкая» Серпуховско-Тимирязевской линии — в непосредственной близости от улицы.
- Автобусы: м2, н2.